# Атамекен (селище)
Атамеке́н (каз. Атамекен) — селище у складі Павлодарської міської адміністрації Павлодарської області Казахстану. Адміністративний центр та єдиний населений пункт Атамекенської селищної адміністрації.
Населення — 9488 осіб (2021; 8619 у 2009, 8072 у 1999, 9586 у 1989).
Станом на 1989 рік селище мало статус селища міського типу. До 2023 року селище називалось Ленінський.